# Yannis Voisard
Yannis Voisard (ur. 26 lipca 1998 w Fontenais) – szwajcarski kolarz szosowy.

## Osiągnięcia
Opracowano na podstawie:
2021
- 1. miejsce na 9. etapie Giro Ciclistico d’Italia

2022
- 1. miejsce w Alpes Isère Tour

2023
- 3. miejsce w Tour de Hongrie
  - 1. miejsce na 4. etapie
- 2. miejsce w mistrzostwach Szwajcarii (jazda indywidualna na czas)

2025
- 3. miejsce w mistrzostwach Szwajcarii (jazda indywidualna na czas)

## Rankingi
| Rok             | 2018  | 2019  | 2020  | 2021  | 2022 | 2023 | 2024 |
| --------------- | ----- | ----- | ----- | ----- | ---- | ---- | ---- |
| World Ranking   | 2584. | 2289. | 1417. | 1740. | 776. | 305. | 258. |
| UCI Europe Tour | 1727. | 1470. | 1065. | 1198. | 586. | -    | -    |
|                 |       |       |       |       |      |      |      |
| Źródło: UCI     |       |       |       |       |      |      |      |